# Tres Arroyos (kommunhuvudort)
Tres Arroyos är en kommunhuvudort i Argentina.   Den ligger i provinsen Buenos Aires, i den sydöstra delen av landet, 400 km söder om huvudstaden Buenos Aires. Tres Arroyos ligger 113 meter över havet och antalet invånare är 47 136.
Terrängen runt Tres Arroyos är platt, och sluttar söderut. Det finns inga andra samhällen i närheten.
Trakten runt Tres Arroyos består till största delen av jordbruksmark. Runt Tres Arroyos är det glesbefolkat, med 9 invånare per kvadratkilometer.